# Mahlon Hoagland
Mahlon Bush Hoagland (Boston, 5 de outubro de 1921 — 18 de setembro de 2009) foi um bioquímico estadunidense.
Descobriu o ARN transportador (tRNA), o tradutor do código genético.

## Obras
- Hoagland, MB et al. "A soluble ribonucleic acid intermediate in protein synthesis.”Journal of Biological Chemistry. 1958 Mar; 231(1):241-57.
- Hoagland, M.B. Toward the Habit of Truth: A life in Science. New York: Norton, 1990.
- Dodson, Bert, and Mahlon Hoagland. The Way Life Works: The Science Lover's Illustrated Guide to How Life Grows, Develops, Reproduces, and Gets Along.  New York: Times Books, 1995.